# Genderkingen
Genderkingen – miejscowość i gmina w Niemczech, w kraju związkowym Bawaria, w rejencji Szwabia, w regionie Augsburg, w powiecie Donau-Ries, wchodzi w skład wspólnoty administracyjnej Rain. Leży około 8 km na wschód od Donauwörth.

## Polityka
Wójtem gminy jest Roland Dietz z CSU, poprzednio urząd ten obejmował Johann Schilke, rada gminy składa się z osób.
|      | CSU | FB | BB | Razem |
| 2008 | 6   | 6  | -  | 12    |
| 2002 | -   | 8  | 4  | 12    |

## Oświata
W gminie znajduje się przedszkole i szkoła podstawowa.